# Tripseuxoa sublimis
Tripseuxoa sublimis är en fjärilsart som beskrevs av Köhler 1968. Tripseuxoa sublimis ingår i släktet Tripseuxoa och familjen nattflyn. Inga underarter finns listade i Catalogue of Life.